# Baqarābād
Baqarābād (persiska: بقر آباد) är en ort i Iran.   Den ligger i provinsen Ardabil, i den nordvästra delen av landet, 400 km nordväst om huvudstaden Teheran. Baqarābād ligger 1 583 meter över havet och antalet invånare är 838.
Terrängen runt Baqarābād är huvudsakligen kuperad, men västerut är den platt. Runt Baqarābād är det ganska glesbefolkat, med 45 invånare per kvadratkilometer. Närmaste större samhälle är Ābī Beyglū, 16,1 km norr om Baqarābād. Trakten runt Baqarābād består i huvudsak av gräsmarker.